# Bulbophyllum glutinosum
Bulbophyllum glutinosum là một loài phong lan thuộc chi Bulbophyllum.